# Srpnový incident

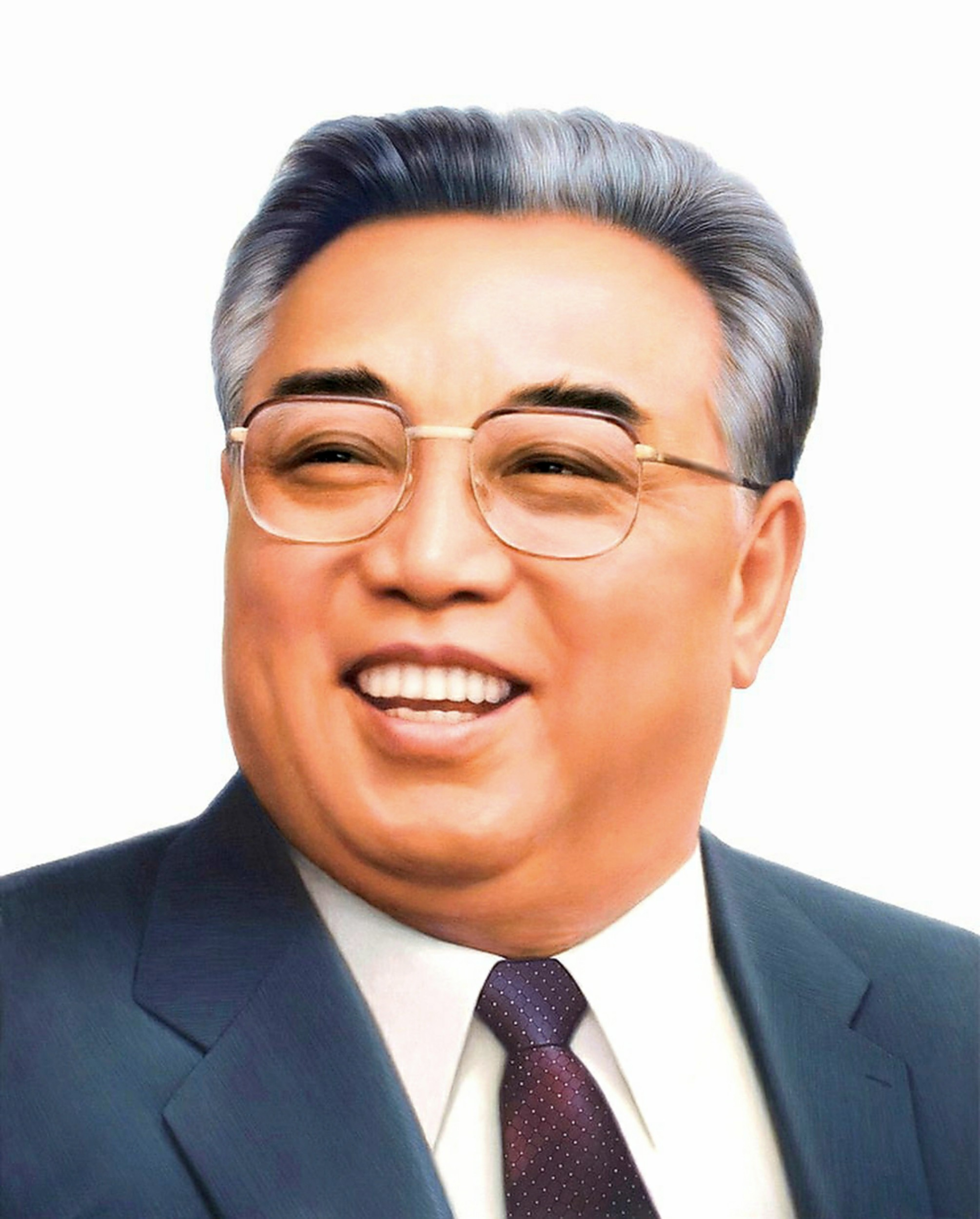
Kim Ir-sen, faktický vůdce a diktátor Severní Koreje

Srpnový incident (korejsky 8월 종파 사건) byl pokus o odstranění Kim Ir-sena od moci v KLDR. Pokusili se jej provést vedoucí představitelé severokorejské sovětsko-korejské frakce a frakce Jan-an s podporou Sovětského svazu a Číny na 2. plenárním zasedání 3. ústředního výboru Korejské strany práce (KSP) v roce 1956. Pokus o odstranění Kima se nezdařil a jeho účastníci byli zatčeni a později popraveni. Tímto politickým bojem Kim Ir-sen potlačil veškerou opozici vůči své osobě v ústředním vedení strany.

## Pozadí
Kim Ir-sen vyslal na přelomu let 1955 a 1956, ještě před 3. sjezdem Korejské strany práce (KSP), předběžné signály, že se chystá zakročit proti janovské a sovětské frakci. Bombou byl 20. sjezd Komunistické strany Sovětského svazu s tajným projevem Nikity Chruščova, který odsoudil Josifa Stalina a zahájil destalinizaci. V celém sovětském bloku zahájily domácí komunistické strany kampaně proti kultu osobnosti a v celé východní Evropě byli sesazeni generální tajemníci, kteří se řídili Stalinovým vzorem.
Kim Ir-sen byl v létě 1956 na šest týdnů povolán do Moskvy, kde mu jeho politika byla vyčtena Chruščovem, který si přál uvést Severní Koreu do souladu s novou ortodoxií. Během Kim Ir-Senovy nepřítomnosti Pak Čang-ok (nový vůdce sovětské frakce po sebevraždě Ho Ka-iho), Čchoe Čang-ik a další vedoucí členové frakce Jan-an vypracovali plán, jak na příštím plénu ústředního výboru zaútočit na Kim Ir-sena a kritizovat jej za to, že „neupravil“ své metody vedení a i nadále rozvíjí kult osobnosti.

## Průběh
Kim Ir-sen se o plánu dozvěděl po návratu z Moskvy a reagoval odložením plenárního zasedání téměř o měsíc. Když bylo plénum 30. srpna 1956 konečně zahájeno, vystoupil Čchoe Čang-ik s projevem, v němž napadl Kim Ir-sena za to, že soustřeďuje moc ve straně a ve státě ve svých rukou, a kritizoval stranickou linii v oblasti industrializace, která ignorovala rozsáhlý hlad mezi severokorejským lidem. Yun Kong-hum[zápis?] napadl Kim Ir-sena za vytvoření „policejního režimu“. Kim Ir-senovi příznivci řečníky hecovali a nadávali jim, takže je téměř nebylo slyšet a jejich schopnost přesvědčit členy byla zničena. Kim Ir-senovi příznivci obvinili opozici z „protistranické činnosti“ a navrhli vyloučit Yun Kong-huma ze strany. Kim Ir-sen v reakci na to neutralizoval útok na svou osobu slibem, že zahájí změny a zmírní režim, což nikdy nedodržel. Většina členů výboru hlasovala pro podporu Kim Ir-sena a také pro potlačení opozice a vyloučení Čchoe a Paka z ústředního výboru.

## Následky
Několik vůdců frakce Jan-an uprchlo do Číny, aby unikli čistkám, které následovaly po srpnovém plénu. Ačkoli Kim Tu-bong, vůdce frakce Jan-an a nominální předseda Stálého výboru Nejvyššího lidového shromáždění, nebyl přímo zapojen do pokusu o svržení Kim Ir-sena, byl nakonec v roce 1958 obviněn z toho, že byl hlavním strůjcem spiknutí. Kim Tu-bong po svém odstavení od moci zmizel a pravděpodobně byl buď popraven, nebo zemřel ve vězení.
V září 1956 se do Pchjongjangu vydala společná sovětsko-čínská delegace, aby Kim Ir-sena přesvědčila, aby zastavil veškeré čistky a obnovil činnost vůdců frakcí Jan-an a Sovětů. Dne 23. září 1956 se konalo druhé plénum ústředního výboru, které oficiálně omilostnilo vůdce srpnového pokusu o opozici a rehabilitovalo je, ale v roce 1957 se čistky obnovily a v roce 1958 frakce Jan-an přestala existovat. Členové sovětské frakce se mezitím, tváří v tvář zvýšené šikaně, rozhodli urychleně vrátit do Sovětského svazu.
V roce 1959 byly čistky tak ničivé, že více než čtvrtina křesel v Nejvyšším lidovém shromáždění byla neobsazena. V červenci téhož roku musely být uspořádány mimořádné doplňovací volby.
V roce 1961 zůstala jedinou frakcí Kim Ir-senova vlastní partyzánská frakce spolu s členy, kteří vstoupili do KSP pod Kim Ir-senovým vedením a byli mu loajální. V ústředním výboru z roku 1961 zůstali z celkového počtu 68 členů ústředního výboru pouze dva členové sovětské frakce, tři členové frakce Jan-an a tři členové frakce Domácí. Tyto osoby byly osobně loajální Kim Ir-senovi a měly jeho důvěru; koncem šedesátých let však byli i tito jedinci téměř všichni vyčištěni.
Jedním z pravděpodobných důvodů neúspěchu sovětské a janské frakce při sesazení Kim Ir-sena byl nacionalistický názor mladších členů strany, kteří do ní vstoupili po roce 1950, že členové těchto frakcí jsou „cizinci “ovlivnění cizími mocnostmi, zatímco Kim Ir-sen byl považován za pravého Korejce.